# Liste der Wappen im Rhein-Sieg-Kreis
Diese Liste beinhaltet alle in der Wikipedia gelisteten Wappen des Rhein-Sieg-Kreises (Nordrhein-Westfalen).

Wappen des Rhein-Sieg-Kreises[1]
Variation des Wappens
Lage des Rhein-Sieg-Kreises in Deutschland

## Städte und Gemeinden
- Gemeinde
Alfter[2]
- Stadt
Bad Honnef[3]
- Stadt
Bornheim[4]
- Gemeinde
Eitorf[5]
- Stadt
Hennef (Sieg)[6]
- Stadt
Königswinter[7]
- Stadt
Lohmar[8]
- Stadt
Meckenheim[9]
- Gemeinde
Much[10]
- Gemeinde
Neunkirchen-Seelscheid[11]
- Stadt
Niederkassel[12]
- Stadt
Rheinbach[13]
- Gemeinde
Ruppichteroth[14]
- Stadt
Sankt Augustin[15]
- Kreisstadt
Siegburg[16]
- Gemeinde
Swisttal[17]
- Stadt
Troisdorf[18]
- Gemeinde
Wachtberg[19]
- Gemeinde
Windeck[20]

## Ehemals selbständige Gemeinden

Aegidienberg, Stadtbezirk von Bad Honnef
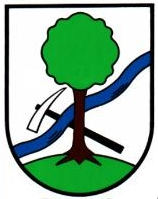
Heisterbacherrott, Stadtteil von Königswinter
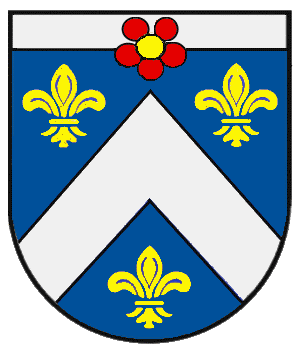
Hersel, Stadtteil von Bornheim

Niederbachem, Ortschaft in der Gemeinde Wachtberg
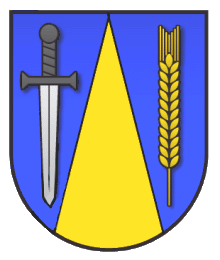
Sechtem, Stadtteil von Bornheim
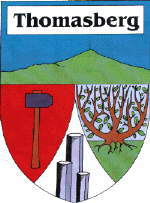
Thomasberg, Stadtteil von Königswinter
Stadt Blankenberg, Ortsteil von Hennef (Sieg)
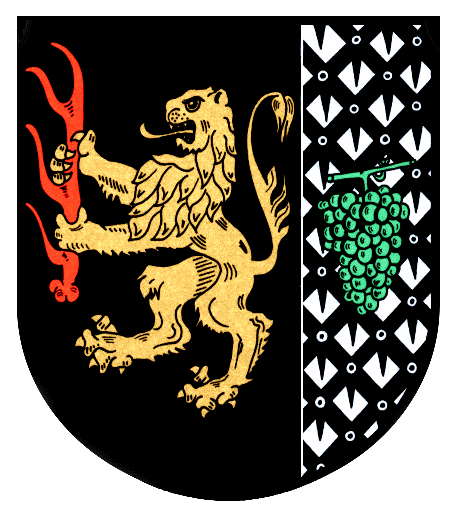
Winterscheid, Ortsteil von Ruppichteroth
Niederbachem, Ortschaft in der Gemeinde Wachtberg
Stadt Bad Honnef
Sechtem, Stadtteil von Bornheim
Gemeinde Eitorf

- Thomasberg, Stadtteil von Königswinter
Stadt Blankenberg, Ortsteil von Hennef (Sieg)
Stadt Königswinter
Stadt Lohmar
Stadt Meckenheim
Gemeinde Much
Gemeinde Neunkirchen-Seelscheid
Stadt Niederkassel
Stadt Rheinbach
Winterscheid, Ortsteil von Ruppichteroth
Stadt Sankt Augustin
Kreisstadt Siegburg
Gemeinde Swisttal
Stadt Troisdorf
Gemeinde Wachtberg
Gemeinde Windeck

## Blasonierungen
1. ↑  Rhein-Sieg-Kreis: „Das Wappen zeigt in einem silbernen Schild einen blaugekrönten und blaubewehrten, zweigeschwänzten roten Löwen, der sich mit der linken Pranke auf einen silbernen Schild mit schwarzem Balkenkreuz stützt, mit der rechten ein goldenes Flammenschwert über seinem Haupte schwingt.“ (Hauptsatzung des Rhein-Sieg-Kreises vom 31. März 2000 (Memento des Originals vom 3. Oktober 2006 im Internet Archive)  Info: Der Archivlink wurde automatisch eingesetzt und noch nicht geprüft. Bitte prüfe Original- und Archivlink gemäß Anleitung und entferne dann diesen Hinweis. (PDF; 203 kB), § 2 Absatz 1)
2. ↑  Alfter: „Unter goldenem Schildthaupt, darin fünf rote Rauten fünfmal von Rot nach Gold geteilt und überdeckt von einem golden bekrönten, doppelschwänzigen, silbernen Löwen.“ (Hauptsatzung der Gemeinde Alfter vom 20. März 1997 (Memento des Originals vom 26. Dezember 2014 im Internet Archive)  Info: Der Archivlink wurde automatisch eingesetzt und noch nicht geprüft. Bitte prüfe Original- und Archivlink gemäß Anleitung und entferne dann diesen Hinweis. (PDF; 1,5 MB), § 2 Absatz 2)
3. ↑  Bad Honnef: „Von Silber (Weiß) und Rot 30-mal geschacht, in der oberen Hälfte belegt mit einem durchgehenden, fünflätzigen blauen Turnierkragen.“ (Hauptsatzung der Stadt Bad Honnef vom 20. Juli 1999 (PDF; 47 kB), § 4 Absatz 2)
4. ↑  Bornheim: „Das Wappen zeigt in Gold einen silbernen  gegitterten roten Balken, der an der vorderen Flankenstelle ein gestürztes schwarzes Flammenschwert überdeckt.“ (Hauptsatzung der Stadt Bornheim vom 17. Juli 1992 (Memento des Originals vom 23. September 2015 im Internet Archive)  Info: Der Archivlink wurde automatisch eingesetzt und noch nicht geprüft. Bitte prüfe Original- und Archivlink gemäß Anleitung und entferne dann diesen Hinweis. (PDF; 356 kB), § 3 Absatz 2)
5. ↑  Eitorf: „Geteilt und vorn von Silber und Rot gespalten, wobei im silbernen Felde oben der wachsende bergische Löwe in Rot und unten in rotem Felde 2 aufgerichtete goldene Eicheln stehen. Hinten auf grünem Boden ein silberner Turm mit rotem Dach und goldener Wetterfahne.“ (Hauptsatzung der Gemeinde Eitorf vom 20. Dezember 1999 (Seite nicht mehr abrufbar, festgestellt im April 2019. Suche in Webarchiven)  Info: Der Link wurde automatisch als defekt markiert. Bitte prüfe den Link gemäß Anleitung und entferne dann diesen Hinweis. (PDF; 114 kB), § 2 Absatz 1)
6. ↑  Hennef (Sieg): „In Rot zwischen zwei schlanken, mit schwarzer Fensterfüllung ausgestatteten, silbernen Türmen ein breiter, von drei Türmchen bekrönter, gleichfarbener Zinnenturm; alle stehen auf einem silbernen Rippengewölbe und über einer aus der Schildrundung wachsen-den, gleichfarbigen Zinnenmauer. Das Gewölbe überspannt einen roten Dreiberg, in dessen Mitte ein silberner Schild mit steigendem, in der rechten Tatze eine blaue Weintraube haltendem, blaubewehrtem und -bezungtem roten Löwen steht; der Schild ist flankiert von je fünf und bekrönt von zwei silbernen Kreuzen.“ (Hauptsatzung der Stadt Hennef (Sieg) vom 15. September 1997 (Seite nicht mehr abrufbar, festgestellt im April 2019. Suche in Webarchiven)  Info: Der Link wurde automatisch als defekt markiert. Bitte prüfe den Link gemäß Anleitung und entferne dann diesen Hinweis. (MS Word; 67 kB), § 3 Absatz 2)
7. ↑  Königswinter: „Das Wappen zeigt in Rot eine silberne Torburg mit zwei dreifenstrigen Zinnentürmen und einem spitzbogigen Tor, das durch ein goldenes Fallgitter etwa zur Hälfte ausgefüllt wird. Zwischen den Türmen schwebt ein großes Schild, der auf gespaltenem Feld in Silber vorne einen linksgewendeten, doppelschwänzigen, blaugekrönten, -bezungten und -bewehrten roten Löwen, hinten ein durchgehendes Schwarzes Kreuz zeigt.“ (Hauptsatzung der Stadt Königswinter vom 31. Oktober 1999 (Memento des Originals vom 10. Oktober 2007 im Internet Archive)  Info: Der Archivlink wurde automatisch eingesetzt und noch nicht geprüft. Bitte prüfe Original- und Archivlink gemäß Anleitung und entferne dann diesen Hinweis. (PDF; 37 kB), § 1 Absatz 3)
8. ↑  Lohmar: „Das Wappen der Stadt Lohmar ist geteilt; oben in Silber mit einem halben doppelschwänzigen, blaugekrönten, -bewehrten und -bezungten roten Löwen; unten in Grün mit einer leicht gewellten silbernen Deichsel.“ (Hauptsatzung der Stadt Lohmar vom 28. Januar 1985 (Seite nicht mehr abrufbar, festgestellt im April 2019. Suche in Webarchiven)  Info: Der Link wurde automatisch als defekt markiert. Bitte prüfe den Link gemäß Anleitung und entferne dann diesen Hinweis. (PDF; 56 kB), § 2 Absatz 1)
9. ↑  Meckenheim: „In Silber ein schwarzes Kreuz, belegt mit einem blauen Reichsapfel mit goldenem Kreuz und ebensolchen Beschlägen.“ (Hauptsatzung der Stadt Meckenheim vom 11. November 1999 (PDF; 2,6 MB), § 2 Absatz 2)
10. ↑  Much: „Das Gemeindewappen zeigt in geteiltem Felde: Oben einen roten Bergischen Löwen, im unteren Teil auf grünem Hügel einen schwarzen Hahn, der von zwei blauen Fischen in gelbem Felde flankiert wird.“ (Hauptsatzung der Gemeinde Much vom 5. Oktober 1999, § 2 Absatz 2)
11. ↑  Neunkirchen-Seelscheid: „Das Wappen zeigt in der oberen Hälfte des Schildes einen halben doppelschweifigen, blaugekrönten, bewehrten und bezungten Löwen in silbernem Felde, in der unteren Hälfte drei goldene Fische in blauem Felde.“ (Hauptsatzung der Gemeinde Neunkirchen-Seelscheid vom 11. November 1999 (Memento des Originals vom 5. Dezember 2014 im Internet Archive)  Info: Der Archivlink wurde automatisch eingesetzt und noch nicht geprüft. Bitte prüfe Original- und Archivlink gemäß Anleitung und entferne dann diesen Hinweis. (PDF; 49 kB), § 2 Absatz 2)
12. ↑  Niederkassel: „Es handelt sich um ein Halbrundschild mit rotem Hintergrund und grünem Wellenschildfuß über dem sich in Silber eine Burg erhebt. Zwischen den beiden Türmen befindet sich das Wappen des Geschlechts derer von Lülsdorf mit rotem Gegenzinnbalken auf silbernem Grund.“
13. ↑  Rheinbach: „Das Wappen der Stadt Rheinbach zeigt im geteilten Felde oben in Silber ein durchgehendes schwarzes Kreuz, unten gespalten, vorn in Silber einen mit dem Barte rechtshin gewendeten blauen Schlüssel, hinten in Rot einen halben silbernen Adler im Spalt.“ (Hauptsatzung der Stadt Rheinbach vom 16. November 1999 (PDF; 269 kB), § 2 Absatz 2)
14. ↑  Ruppichteroth: „Unter einem roten Schildhaupt, das durch eine wellenförmige Teilungslinie abgesetzt ist und in silbernen Buchstaben die Worte MONS PRAECLARE enthält, in silbernem Feld ein linksgewandter roter Halbmond, zwischen dem ein rotes achtspitziges Kreuz in der Weise steht, dass der linke und die senkrechten Kreuzarme die Mondsichel berühren, darunter die beiden Hälften einer auseinandergerissenen schwarzen Kette.“ (Hauptsatzung der Gemeinde Ruppichteroth vom 20. Juni 2000 (Memento des Originals vom 11. Juli 2011 im Internet Archive)  Info: Der Archivlink wurde automatisch eingesetzt und noch nicht geprüft. Bitte prüfe Original- und Archivlink gemäß Anleitung und entferne dann diesen Hinweis. (PDF; 39 kB), § 2 Absatz 1)
15. ↑  Sankt Augustin: „Das Stadtwappen zeigt im Schildhaupt in Silber einen schreitenden, doppeltgeschwänzten, blau bewehrten, blau bezungten und blau gekrönten roten Löwen; darunter ein von blau nach silber 16-fach geschachtes Feld.“ (Hauptsatzung der Stadt Sankt Augustin vom 1. Januar 1997 (Memento des Originals vom 22. Dezember 2010 im Internet Archive)  Info: Der Archivlink wurde automatisch eingesetzt und noch nicht geprüft. Bitte prüfe Original- und Archivlink gemäß Anleitung und entferne dann diesen Hinweis., § 2 Absatz 2)
16. ↑  Siegburg: „Das Stadtwappen zeigt im unteren Teil einen weißen Dreiberg mit dem roten bergischen Löwen. Darüber steht auf blauem Grund der Erzengel Michael mit goldenem Heiligenschein und weißen Flügeln, weißem Gewand und rotem Mantel. Der Mantel wird durch eine goldene Mantelschließe mit blauem Edelstein zusammengehalten. Das Zepter in der rechten Hand ist golden, der Reichsapfel in der linken Hand blau mit goldenem Kreuz. Über dem Wappenschild befindet sich eine goldene Mauerkrone.“ (Hauptsatzung der Stadt Siegburg vom 10. Dezember 1991 (PDF; 53 kB), § 2 Absatz 2)
17. ↑  Swisttal: „Im gespaltenen Schild vorn in Silber ein durchgehendes schwarzes Kreuz, hinten in Gold zwei in drei Reihen von Rot und Silber geschachtete Balken.“ (Hauptsatzung der Gemeinde Swisttal vom 16. November 1999 (Memento des Originals vom 4. Dezember 2014 im Internet Archive)  Info: Der Archivlink wurde automatisch eingesetzt und noch nicht geprüft. Bitte prüfe Original- und Archivlink gemäß Anleitung und entferne dann diesen Hinweis. (PDF; 27 kB), § 2 Absatz 1)
18. ↑  Troisdorf: „Das Wappen der Stadt Troisdorf enthält in Silber (Weiß) vier 3 : 1 angeordnete schwebende Kugeln, die durch schwarze Stäbe zu einem T verbunden sind. Die Kugeln des Querstabes sind rot, die des Längsstabes blau.“ (Hauptsatzung der Stadt Troisdorf vom 7. Oktober 1999 (PDF; 2,3 MB), § 2 Absatz 1)
19. ↑  Wachtberg: „In Blau ein flammenspeiender silberner Lindwurm.“ (Hauptsatzung der Gemeinde Wachtberg vom 29. März 2000 (Memento des Originals vom 7. August 2014 im Internet Archive)  Info: Der Archivlink wurde automatisch eingesetzt und noch nicht geprüft. Bitte prüfe Original- und Archivlink gemäß Anleitung und entferne dann diesen Hinweis. (PDF; 63 kB), § 2 Absatz 2)
20. ↑  Windeck: „Das Gemeindewappen zeigt oben in Silber einen schreitenden blau gekrönten, -bewehrten und -bezungten roten Löwen; unten in Blau einen silbernen Mann mit Harnisch, einen silbernen und goldschäftigen Streithammer schwingend“ (Hauptsatzung der Gemeinde Windeck vom 29. September 2001, § 2 Absatz 2)